# 121542 Alindamashiku
121542 Alindamashiku è un asteroide della fascia principale. Scoperto nel 1999, presenta un'orbita caratterizzata da un semiasse maggiore pari a 2,9901851 UA e da un'eccentricità di 0,0605719, inclinata di 9,82254° rispetto all'eclittica.